# Roxane Knetemann
Roxane Knetemann née le 1er avril 1987 à Alkmaar est une cycliste néerlandaise, membre de l'équipe Parkhotel Valkenburg. 

## Biographie
Roxane Knetemann est la fille de l'ancien cycliste Gerrie Knetemann (mort en 2004), champion du monde sur route en 1978, et de l'ancienne cycliste Gré Donker. Elle a un frère et une sœur, et est la seule des trois à pratiquer le cyclisme. Elle est passée professionnelle en 2006.
Une des meilleures sur la piste néerlandaise entre 2009 et 2013, elle finit septième du classement général de la Route de France et dixième du Tour de Thuringe en 2013.
En août 2016, après six saisons avec Rabo Liv, elle annonce son transfert au sein de l'équipe française Poitou-Charentes Futuroscope-86 à partir de 2017. Ce transfert fait suite au probable arrêt de la formation Rabo, faute de sponsor.
Au Boels Ladies Tour, elle anime la troisième étape. Lors de la difficile dernière étape autour de Fauquemont avec plusieurs ascensions du Cauberg, Roxane Knetemann s'échappe avec sept autres coureuses de premier plan. Le groupe se fait reprendre par une partie du peloton à mi-course, mais Roxane Knetemann attaque alors. Il reste trente-sept kilomètres. Riejanne Markus et Esther van Veen la rejoignent. À vingt-cinq kilomètres de l'arrivée, leur avance est de deux minutes vingt. Le peloton se disloque derrière et douze coureuses forment un groupe de poursuite. Quand l'écart passe sous la minute Roxane Knetemann part seule. Riejanne Markus la reprend, mais elles sont finalement rejointes. Elle remporte finalement le maillot de la meilleure grimpeuse.

## Palmarès sur route

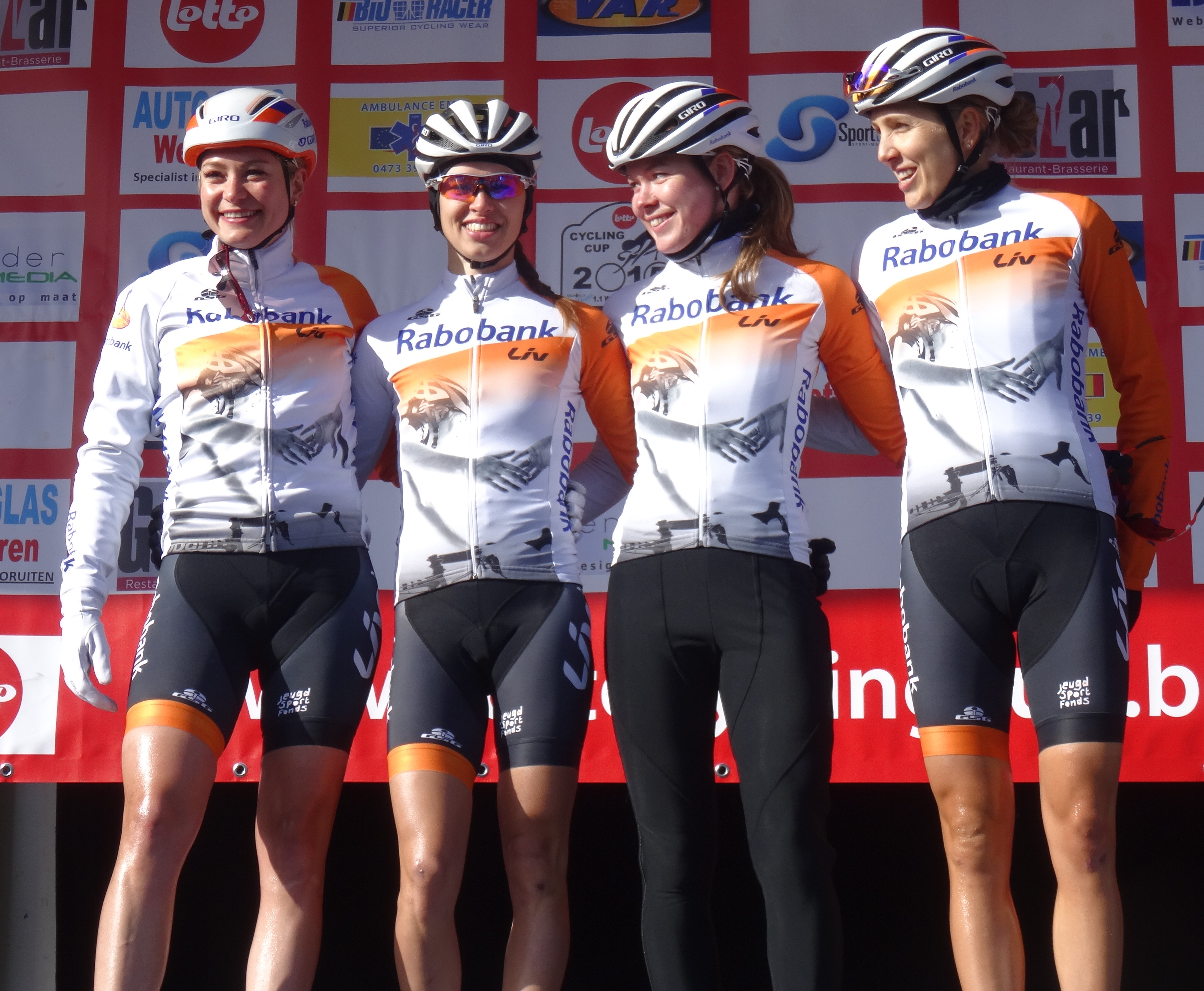
Roxane Knetemann au Samyn des Dames 2016 (à gauche)

### Par années
- 2004
  - 2e  du championnat des Pays-Bas du contre-la-montre junior
  - 5e du championnat du monde de course en ligne junior
  - 6e  du championnat du monde du contre-la-montre junior
- 2012
  - 3e de l'Open de Suède Vårgårda (Cdm)
- 2013
  -  Médaillée d'argent au championnat du monde du contre-la-montre par équipes
  - 7e de la Route de France
  - 7e de l'Open de Suède Vårgårda (Cdm)
  - 10e du Tour de Thuringe
- 2014
  - 2e du Contre-la-montre par équipes de Vårgårda  (Cdm)
  - 3e du Grand Prix du canton d'Argovie
  - 3e de l'Open de Suède Vårgårda (Cdm)
- 2015
  -  Médaillée de bronze du championnat du monde du contre-la-montre par équipes
  - 7e de la Flèche wallonne (Cdm)
- 2016
  - 3e du championnat des Pays-Bas du contre-la-montre
  - 3e du Contre-la-montre par équipes de l'Open de Suède Vårgårda

### Classements mondiaux
| Année          | 2011 | 2012 | 2013 | 2014 | 2015 | 2016 | 2017 | 2018 |
| Classement UCI | 242e | 223e | 71e  | 34e  | 65e  | 108e | 122e | 289e |
| Coupe du monde | -    | 104e | 29e  | 20e  | 41e  | -    | -    | -    |

## Palmarès sur piste
- 2005
  - 3e du championnat des Pays-Bas du scratch
  - 3e du championnat des Pays-Bas de la poursuite individuelle
  - 3e du championnat des Pays-Bas de la course aux points
- 2009
  -  Championne des Pays-Bas de la course aux points
  - 2e du championnat des Pays-Bas de la course à l'américaine (avec Amy Pieters)
- 2010
  -  Championne des Pays-Bas de la course à l'américaine (avec Amy Pieters)
  - 2e du championnat des Pays-Bas du scratch
- 2011
  - 3e du championnat des Pays-Bas du scratch
  - 3e du championnat des Pays-Bas de la course aux points
- 2012
  -  Championne des Pays-Bas de la course à l'américaine (avec Marianne Vos)
  -  Championne des Pays-Bas de la course aux points
- 2013
  - 3e du championnat des Pays-Bas du scratch
  - 3e du championnat des Pays-Bas de la course aux points